# Tertulia
Als Tertulia bezeichnete man auf der iberischen Halbinsel und in Lateinamerika vor allem in der zweiten Hälfte des 19. und in der ersten Hälfte des 20. Jahrhunderts verbreitete stammtischartige Treffen künstlerischer oder intellektueller Art.
Es besteht eine gewisse Verwandtschaft zum literarischen Salon; die Mehrzahl der – in der Regel männlich dominierten – Tertulias versammelte sich aber an öffentlichen Orten wie Bars oder Cafés; es kam zum Austausch von Büchern, zu Lesungen, und eine gewisse politische und ästhetische Gleichgestimmtheit war festzustellen.

## Geschichte

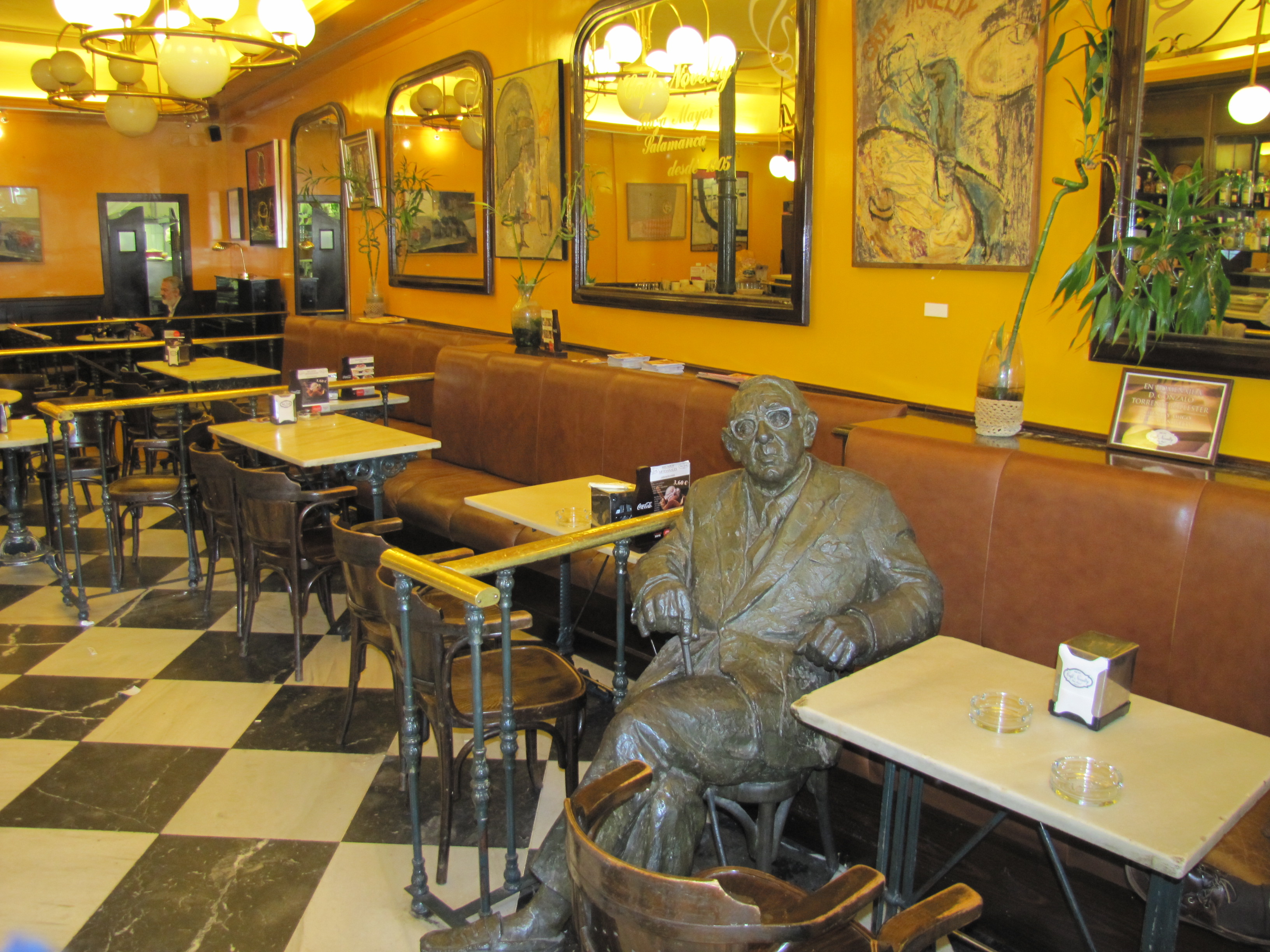
Statue für Torrente Ballester im Café Novelty auf der Plaza Mayor von Salamanca, von Fernando Mayoral.

Das Wort wird vom polemischen Theologen Tertullian abgeleitet und soll seine Ursprünge in den literarischen Akademien des Siglo de Oro haben. Im 18. Jahrhundert waren unter anderem die Academia del Trípode in Granada, und die Tertulia de la Fonda de San Sebastián berühmt.
Besonders reich an Tertulias war das erste Drittel des 20. Jahrhunderts. Zu nennen sind für Madrid unter anderem jene im Nuevo Café de Levante und im Café de Fornos; wichtige Cafés mit Tertulias waren auch das Café de Gato Negro oder das Café Colonial; José Ortega y Gasset hatte seine Tertulia im Café La Granja del Henar; es gab das Café Marfil, das Café la Ballena Alegre, wo sich José Antonio Primo de Rivera und seine Falangisten trafen, das Café del Prado und das Café El Español, wo die Brüder Manuel und Antonio Machado verkehrten. Bis in die Zeit nach dem spanischen Bürgerkrieg fanden Tertulias im Café Gijón statt.
Tertulias gab es auch in der  Provinz. In Salamanca, im Café Novelty trafen sich beispielsweise seit 1905 Schriftsteller wie Miguel de Unamuno, Ortega y Gasset, Carmen Martín Gaite, Francisco Umbral und Torrente Ballester.